# Disobbedienti
I Disobbedienti sono stati un movimento della sinistra extraparlamentare, attivo dal 2001 al 2004. Il movimento prendeva il nome dalla pratica della disobbedienza sociale.

## Storia

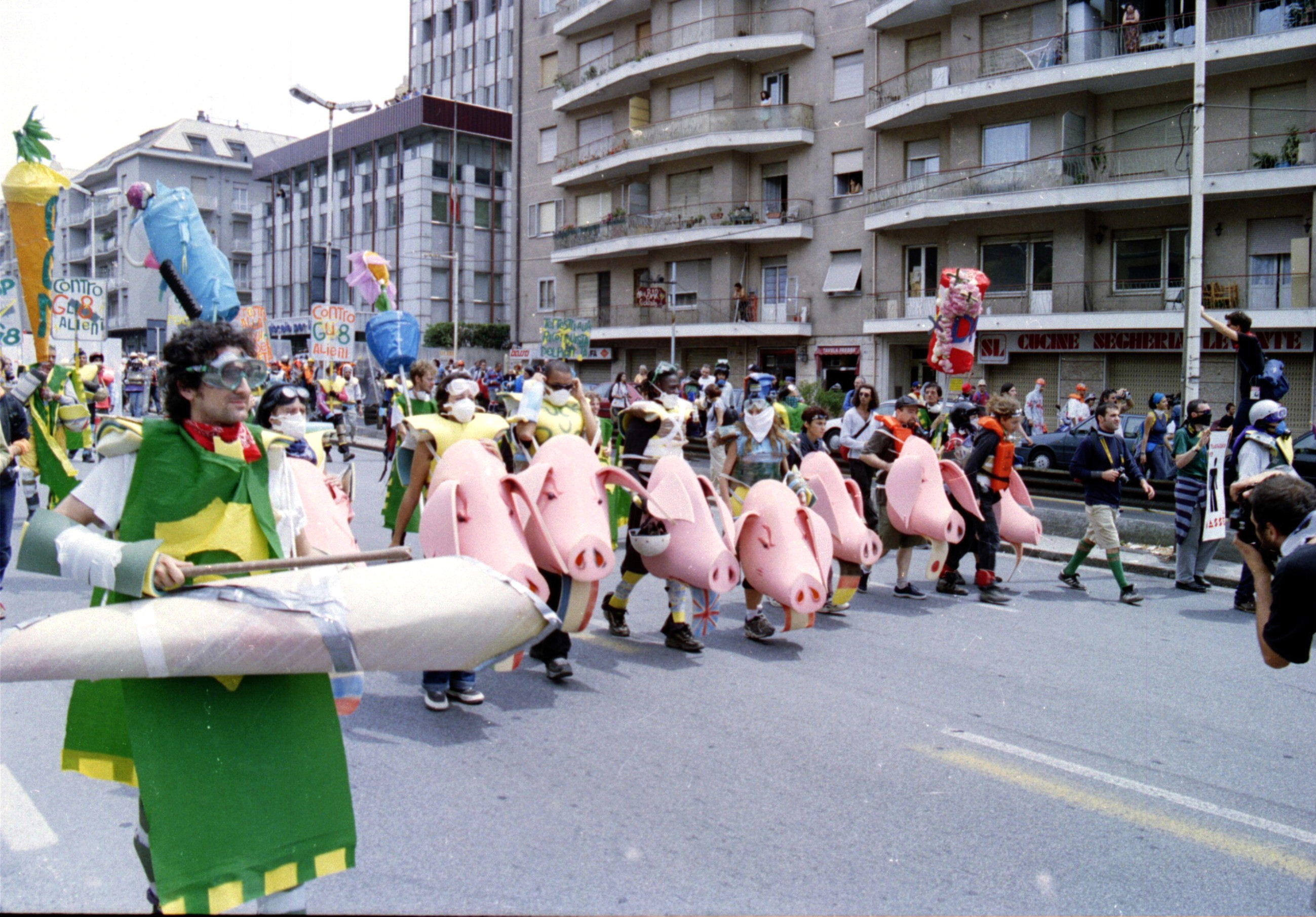
Corteo dei Disobbedienti in corso Europa nei pressi della sede RAI, durante il G8 di Genova

In seguito alla collaborazione delle Tute Bianche al Genoa Social Forum in occasione del G8 di Genova, nel novembre 2001 venne fondato il Laboratorio della Disobbedienza Sociale. Oltre alle Tute Bianche, il movimento dei Disobbedienti comprendeva diversi centri sociali, la Rete del Sud Ribelle di Napoli, la Rete Rage di Roma e molti militanti dei Giovani Comunisti, l'organizzazione giovanile del Partito della Rifondazione Comunista che per un periodo cambierà il nome in Giovani Comunisti - Disobbedienti. Nonostante i rapporti politici intavolati con lo stesso PRC e i Verdi, il movimento dei Disobbedienti rimane extraparlamentare e impegnato nelle azioni dirette.

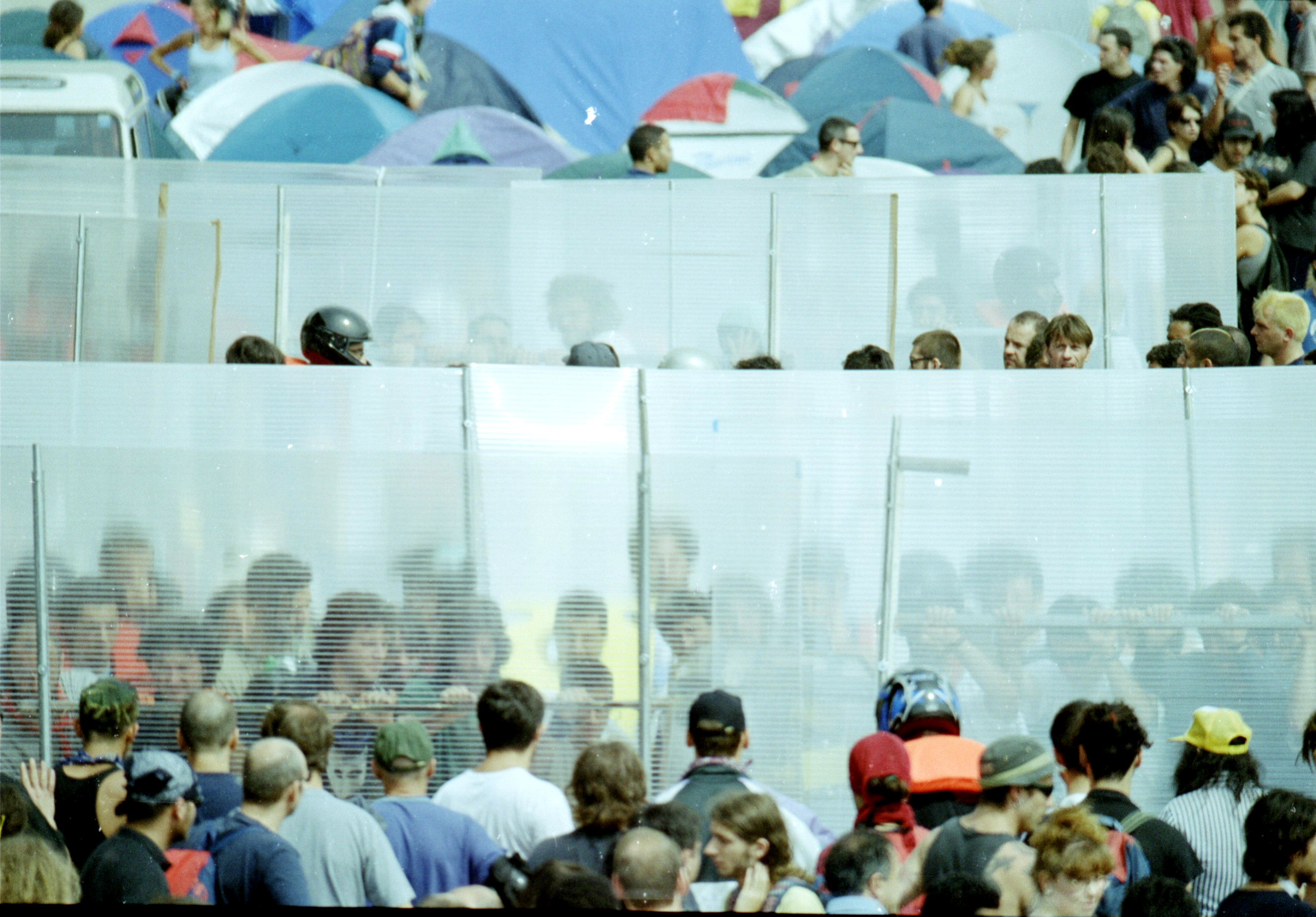
Corteo dei Disobbedienti con gli scudi di plastica in corso Europa

 Come movimento prende parte a molte mobilitazioni di rilievo come quelle contro la riforma dell'Articolo 18 e contro la guerra in Iraq e l'European Social Forum di Firenze nel 2002.
La radicalizzazione del movimento da una parte e l’avvicinamento del PRC al centrosinistra dall’altra portano alla crisi della relazione dei due soggetti, che di fatto "divorziano" alla fine del 2004, determinando la fine dell'esperienza dei Disobbedienti. 

### Dopo lo scioglimento
Negli anni seguenti alcuni membri dei Disobbedienti entreranno definitivamente nel PRC seguendo la nuova linea di Fausto Bertinotti sulla non-violenza.
Una parte del movimento invece proseguirà nella creazione di reti di centri sociali, istituzioni di "welfare dal basso" e intervento "molecolare" sui territori con l'esperienza della Coalizione dei Centri Sociali, legata al network globalproject.info che ha il suo nodo più importante nel Nord-est. 
I centri sociali  maggiormente attivi nell'area sono: il C.S.O. Pedro di Padova, il C.S.O. Rivolta di Marghera, il Laboratorio Occupato Morion di Venezia, il Laboratorio Climatico Pandora di Venezia, il C.S. Bocciodromo di Vicenza, il C.S.A. Arcadia di Schio, il Laboratorio Occupato Insurgencia e Mezzocannone Occupato di Napoli, il L@P Asilo 31 di Benevento, il C.S. Django di Treviso, il C.S.A. Bruno di Trento, il C.S.A. Sisma e il C.S.O. TNT nelle Marche.
Nel 2012 l'intero nodo romano di Global Project è uscito dal network e ha lanciato nel novembre dello stesso anno il sito dinamopress.it. Gli spazi occupati legati a questo network sono ESC Atelier Autogestito, CSA Astra, Communia, SPA Strike, Cinema Palazzo. 
Nel 2015 anche i centri sociali TPO e Làbas di Bologna hanno abbandonato il network globalproject.info.

## Ideologia e pratiche
Il movimento dei Disobbedienti non ha avuto una struttura formalizzata ed è stato per lo più definito da una comunanza di influenze ideologiche e dall’accettazione di una serie di pratiche. Sul piano ideologico i Disobbedienti sono influenzati dallo zapatismo e dal post-operaismo, in particolare dalle elaborazioni di Negri e Hardt da cui vengono tratti concetti-chiave come impero, moltitudine ed esodo costituente in opposizione ai concetti tradizionali di imperialismo, classe e rivoluzione.
La pratica della disobbedienza sociale, intesa come "l'insieme possibile dei comportamenti anti-produttivi, estendendo l'insubordinazione contro la legge del valore e del dominio, per conseguire nuovi diritti e soddisfare i bisogni negati" si differenzia dalla disobbedienza civile per la legittimazione all'uso della forza per autodifesa oltre la mera disobbedienza ad un divieto normativo. Una delle caratteristiche distintive dei Disobbedienti rispetto al resto del movimento antagonista è la rappresentazione piuttosto che la pratica dello scontro. Nello scontro politico con Fausto Bertinotti i Disobbedienti sostengono che la disobbedienza sociale superi la dicotomia tra violenza e non-violenza.

## Stampa e media
Il movimento dei Disobbedienti fa riferimento a Globalproject.info, una piattaforma multimediale d'informazione nata nel 2002 sull’onda del Movimento No-Global e del G8 di Genova.